# نان تست (فیلم)
نان تست (انگلیسی: Toast) یک فیلم است که در سال ۲۰۱۰ منتشر شد. از بازیگران آن می‌توان به هلنا بونهام کارتر، فردی هایمور، و کن استات اشاره کرد.